# Tetsuo Ōba
Tetsuo Ōba (大庭哲夫?, Ōba Tetsuo; Takamatsu, 2 dicembre 1903 – Kyoto, 17 marzo 1979) è stato un allenatore di pallacanestro giapponese.

## Carriera
Ha allenato la Nazionale del Giappone ai Giochi olimpici 1956.